# Recepteerkunde
Recepteerkunde is het vakgebied waarin men leert hoe een medicijn bereid (gemaakt) dient te worden. Hierbij houdt men onder andere rekening met de volgende aspecten: rationaliteit van het recept, fysisch-chemische eigenschappen van het farmacon (geneeskrachtige stof), onverenigbaarheden (of twee stoffen in een preparaat geen reactie met elkaar aangaan), houdbaarheid, microbiologische zuiverheid (denk aan steriliteit van injecties en oogdruppels) en patiëntengemak.

## Situatie in Nederland
Veel medicijnen kunnen in de apotheek bereid of aangepast worden. Het gaat dan vooral om dermatica, capsules, zetpillen en drankjes. In een apotheek van gemiddelde grootte worden ongeveer 6 preparaten per dag bereid, hiervan is de helft een dermaticum. Sommige preparaten vereisen speciale kennis en kunde. Deze worden dan in speciale bereidingsapotheken bereid, of in de apotheken van ziekenhuizen. In recente jaren besteden steeds meer apotheken de bereiding van geneesmiddelen uit vanwege de strenge eisen die worden gesteld aan de ruimte waarin men geneesmiddelen bereidt. Maar soms kan het noodzakelijk zijn dat in de apotheek een geneesmiddel met de hand gemaakt wordt. Hierbij kan men denken aan capsules of zetpillen met een geneesmiddel in een bepaalde sterkte, die niet in de handel verkrijgbaar is.